# Hellmuth Stieff
Helmuth Stieff (Iława, 6 giugno 1901 – Berlino, 8 agosto 1944) è stato un generale tedesco che prese parte all'attentato a Hitler del 20 luglio 1944.

## Biografia

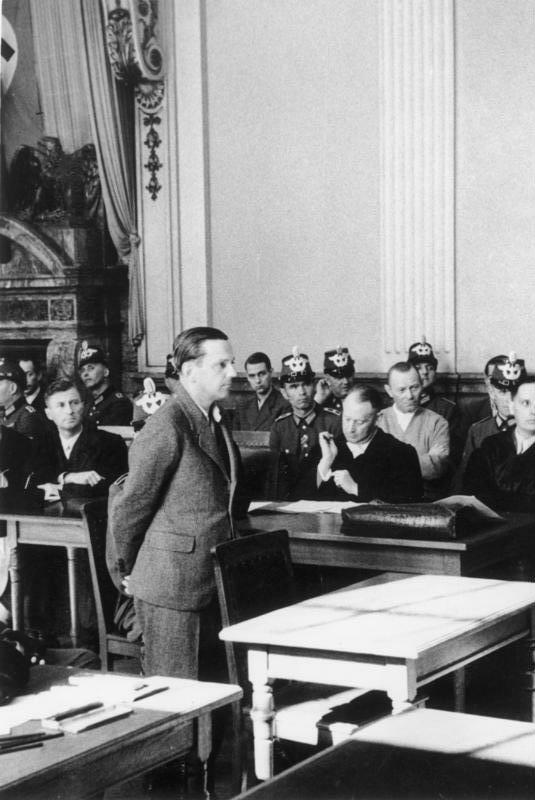
Helmuth Stieff al Volksgerichtshof.

Stieff nacque a Iława, nella Prussia occidentale. Si laureò presso Infanterieschule München nel 1922. Nel 1927 prestò servizio per lo Stato Maggiore della Reichswehr, diventando maggiore generale nel 1938.
Riconosciuto per le sue eccellenti capacità organizzative, venne nominato capo-direttore del quartier generale dell'Oberkommando des Heeres nell'ottobre 1942, nonostante la personale antipatia che Hitler nutriva nei suoi confronti. Durante la guerra, ad esempio, quando era a Varsavia nel novembre 1939, Stieff scrisse molte lettere alla moglie che illustravano il suo disgusto e la disperazione sul comportamento di Hitler, sulla guerra e sulle atrocità commesse nella Polonia occupata.
Su richiesta di Henning von Tresckow, si unì al Widerstand. Approfittando del fatto che era il responsabile della "Organisationsabteilung", ebbe la possibilità di acquisire e conservare tutti i tipi di esplosivi, compresi quelli stranieri.
Dato che era uno degli ufficiali che potevano avere accesso a Hitler, si offrì volontario per uccidere il Führer in un attentato suicida. Il 7 luglio 1944, durante una manifestazione per la presentazione delle nuove divise militari a Hitler presso il Castello di Klessheim, un palazzo vicino a Salisburgo, Stieff non ebbe il coraggio per innescare la bomba. Stauffenberg decise quindi di uccidere personalmente Hitler.
Stieff, il 20 luglio, volò insieme a Stauffenberg a bordo di un aereo Heinkel He 111, da Berlino a Rastenburg. Venne arrestato il 21 luglio presso il Wolfsschanze e venne interrogato sotto tortura, non rivelando per diversi giorni i nomi degli altri cospiratori. Condotto al Volksgerichtshof, venne condannato a morte l'8 agosto 1944 e giustiziato il giorno stesso nella prigione di Plötzensee a Berlino.